# Cardamine digenea
Cardamine digenea là một loài thực vật có hoa trong họ Cải. Loài này được (Gremli) O.E.Schulz mô tả khoa học đầu tiên năm 1903.